# Klient (datalogi)
 For alternative betydninger, se Klient. (Se også artikler, som begynder med Klient)
Klient er inden for datalogien enten et program, som benytter en tjeneste, eller en maskine som primært benytter tjenester fra servermaskiner.
Eksempel på et klientprogram er en webbrowser, som henter websider fra en webserver.
Eksempel på en klientmaskine er en kontor pc, som henter filer og elektronisk post fra en servermaskine på netværket. Her er filhåndtering og e-postklienten henholdsvis klientprogrammer for filserveren og postserveren.
| Programmering | Spire Denne artikel om datalogi eller et datalogi-relateret emne er en spire som bør udbygges. Du er velkommen til at hjælpe Wikipedia ved at udvide den. |